# Wooah
Wooah ( /w u ɑː / ; coréen : 우아! ; RR : Ua! , stylisé en majuscules ; anciennement connu sous le nom de woo!ah! )est un girl group sud-coréen lancé par NV Entertainment (maintenant SSQ Entertainment) et composé des membres Nana, Wooyeon, Sora, Lucy et Minseo. Le groupe a fait ses débuts le 13 mai 2020. Le groupe était initialement composé de six membres, mais Songyee a quitté le groupe en août 2020 pour des raisons personnelles.

## Histoire
Le 20 mars 2020, le girl group woo!ah! a été annoncé et s'est révélé être produit par le réalisateur de NV Entertainment, Han Ji-seok, et le PDG Kim Kyu-sang. Han est un expert en industrie du divertissement international et a travaillé chez SM Entertainment et Kakao M. Quant à Kim, il est directeur créatif et a produit et dirigé de nombreux artistes emblématiques de la Corée.

### 2020: Débuts avecExclamation, le départ de Songyee etQurious
Le 24 avril, le calendrier de sortie du premier album du groupe, Exclamation, a été publié. Par la suite, des teasers sous forme d’images et de films individuels pour les membres ont été dévoilés. Le groupe a fait ses débuts le 13 mai lors d'une conférence de presse organisée au Spigen Hall de Gangnam. Cependant, les sorties du single album Exclamation et du clip de la chanson principale woo!ah! a été reporté au 15 mai afin de présenter un groupe plus abouti grâce à des améliorations dans les deux sorties.
Le 14 août, NV Entertainment annonce que Songyee quitterait le groupe pour des raisons personnelles,.
Le 24 novembre, le groupe fait son retour avec leur deuxième single Qurious,,. Le groupe a organisé une conférence de presse et un showcase la veille de la sortie.

### 2021-2023:Wish,Catch the Star,Joy,Pit-a-Patet Queendom Puzzle
Le 7 mai 2021, une photo teaser publiée sur les réseaux sociaux du groupe annonçait leur retour avec leur troisième single album Wish. L'album est sorti le 27 mai avec Purple comme titre principal,.
Le 4 janvier 2022, le groupe sort son premier single intitulé Catch the Stars. Le 9 juin 2022, le groupe sort son premier mini album Joy avec en titre principal Danger. Le précédent single du groupe Catch the Stars a également été inclus dans l'EP.
Le 16 novembre 2022, le groupe sort son quatrième album single Pit-a-Pat avec comme chanson principale Rollercoaster.
Les membres Nana et Wooyeon ont participé à l'émission Queendom Puzzle de Mnet. Nana a terminé à la 2ème place, ce qui l'a placée dans la formation finale du groupe EL7Z UP, tandis que Wooyeon a terminé à la 9ème place.

### 2024-présent: changement de nom du label,BlushetUnframed
Le 1er janvier 2024, NV Entertainment a changé son nom pour SSQ Entertainment. Le 27 mars, il a été annoncé que le groupe ferait son retour en avril. Plus tard, il a été confirmé que le groupe ferait son retour le 8 avril avec leur deuxième single, BLUSH, composé par Ryan S. Jhun.
Le 5 avril 2024, les comptes des réseaux sociaux du groupe sont passés de woo!ah! pour wooah. Le 8 avril, le clip de Blush est sorti.
Le 24 mai, il a été confirmé que le groupe reviendrait avec un nouvel album en juin. Le 31 mai, SSQ a annoncé que wooah sortirait son deuxième mini-album, Unframed, le 17 juin. Le 4 juin, le groupe a publié un calendrier de promotion pour l'album. Le 17 juin, le groupe a fait son grand retour avec la sortie de l'EP Unframed, avec comme chanson principale Pom pom pom.

## Partenariats commerciaux
Le 29 mars 2021, leur agence a annoncé que Panasonic Corée a sélectionné woo!ah! comme son nouveau modèle de marque.
Le 23 mars 2023, il a été annoncé que Wooah serait le modèle de la marque japonaise populaire de lentilles de contact, Eye Closet.
Le 1er juin 2024, leur agence SSQ Entertainment a annoncé que WOOAH a été sélectionné comme mannequin sur le marché japonais pour la marque de mode britannique KANGOL.

## Membres
| Nom de scène | Nom de scène | Nom de naissance | Nom de naissance | Date de naissance | Nationalité  |
| Romanisé     | Coréen       | Romanisé         | Coréen           | Date de naissance | Nationalité  |
| ------------ | ------------ | ---------------- | ---------------- | ----------------- | ------------ |
| Nana         | 나나         | Kwon Na Yeon     | 권나연           | 9 mars 2001       | Sud-coréenne |
| Wooyeon      | 우연         | Park Jin Kyung   | 박진경           | 11 février 2003   | Sud-coréenne |
| Sora         | 소라         | Sakata Sora      | 坂田そら         | 30 août 2003      | Japonaise    |
| Lucy         | 루시         | Kim Da Eun       | 김다은           | 9 avril 2004      | Sud-coréenne |
| Minseo       | 민서         | Kim Min Seo      | 김민서           | 12 août 2004      | Sud-coréenne |

### Ancienne membre
| Nom de scène | Nom de scène | Nom de naissance | Nom de naissance | Date de naissance | Nationalité  | Date de départ |
| Romanisé     | Coréen       | Romanisé         | Coréen           | Date de naissance | Nationalité  | Date de départ |
| ------------ | ------------ | ---------------- | ---------------- | ----------------- | ------------ | -------------- |
| Songyee      | 송이         | Park Song Yee    | 박송이           | 25 septembre 2004 | Sud-coréenne | 14 août 2020   |

## Discographie

### Mini-albums (EP)
| Titre    | Détails                                                                         | Classement | Ventes         |
| Titre    | Détails                                                                         | COR        | Ventes         |
| -------- | ------------------------------------------------------------------------------- | ---------- | -------------- |
| Joy      | - Date de sortie : 9 juin 2022 - Label : NV Entertainment, Kakao Entertainment  | 13         | - COR : 32 666 |
| Unframed | - Date de sortie : 17 juin 2024 - Label : NV Entertainment, Kakao Entertainment | 15         | - COR : 32 666 |

### Single albums
| Titre       | Détails                                                                     | Classement | Ventes         |
| Titre       | Détails                                                                     | COR        | Ventes         |
| ----------- | --------------------------------------------------------------------------- | ---------- | -------------- |
| Exclamation | - Sortie : 15 mai 2020 - Label : NV Entertainment, Kakao M                  | 20         | - COR : 5 522  |
| Qurious     | - Sortie : 24 novembre 2020 - Label : NV Entertainment, Kakao M             | 33         | - COR : 4 036  |
| Wish        | - Sortie : 27 mai 2021 - Label : NV Entertainment, Kakao Entertainment      | 10         | - COR : 14 670 |
| Pit-a-Pat   | - Sortie : 16 novembre 2022 - Label : NV Entertainment, Kakao Entertainment | 19         | - COR : 34 246 |

### Singles
| Titre                                                            | Année | Meilleure position | Album       |
| Titre                                                            | Année | COR                | Album       |
| ---------------------------------------------------------------- | ----- | ------------------ | ----------- |
| woo!ah!                                                          | 2020  | —                  | Exclamation |
| Bad Girl                                                         | 2020  | —                  | Qurious     |
| Purple                                                           | 2021  | —                  | Wish        |
| Catch the Stars                                                  | 2022  | —                  | Joy         |
| Danger                                                           | 2022  | —                  | Joy         |
| Rollercoaster                                                    | 2022  | —                  | Pit-a-Pat   |
| Blush                                                            | 2024  | —                  | Unframed    |
| Pom Pom Pom                                                      | 2024  | —                  | Unframed    |
| "—" indique que le single ne s'est pas classé dans cette région. |       |                    |             |

### Collaborations
| Titre                                 | Année | Album          |
| ------------------------------------- | ----- | -------------- |
| Shining Bright (with BAE173, Ciipher) | 2021  | Shining Bright |

## Récompenses et nominations
| Remise des prix          | Année | Catégorie                 | Nomination | Résultat   | Ref.   |
| ------------------------ | ----- | ------------------------- | ---------- | ---------- | ------ |
| Brand of the Year Awards | 2021  | Rising Star – Female Idol | Wooah      | Nomination |        |
| Brand of the Year Awards | 2023  | Rising Star – Female Idol | Wooah      | Lauréat    |        |
| Korea First Brand Awards | 2020  | Rookie Female Idol Award  | Wooah      | Nomination |        |
| Mnet Asian Music Awards  | 2020  | Best New Female Artist    | Wooah      | Nomination | [ 35 ] |

### Listicle
| Éditeur         | Année | Liste       | Placement | Ref.   |
| --------------- | ----- | ----------- | --------- | ------ |
| Billboard Korea | 2021  | Best Rookie | Placé     | [ 36 ] |

### Traduction
- (en) Cet article est partiellement ou en totalité issu de l’article de Wikipédia en anglais intitulé « Wooah » (voir la liste des auteurs).

### Sources
1. ↑  (ko) « woo!ah! (우아!) 프로필 » [archive du 24 août 2020], Naver (consulté le 16 mai 2020)
2. ↑  (ko) « '연예계 미다스 손' 한지석·김규상, 6인조 걸그룹 '우아' 상반기 론칭 » [archive du 24 novembre 2018], Xports News,‎ 20 mars 2020 (consulté le 16 mai 2020)
3. ↑  (ko) « 우아!, 5월 13일 데뷔! 스케줄러 공개 "다양한 콘텐츠 준비" » [archive du 30 août 2020], Market News,‎ 24 avril 2020 (consulté le 16 mai 2020)
4. ↑  (ko) Lee, « 우아 "너무나 꿈꿨던 데뷔…무대 올라가기 전까지 실감 안나" », Xports News,‎ 13 mai 2020 (consulté le 13 janvier 2022)
5. ↑  (ko) Lee, « '2020년 다크호스' 우아, '엠카'로 화려 데뷔 무대 예고 », FN Star,‎ 14 mai 2020 (consulté le 13 janvier 2022)
6. ↑  (ko) « woo!ah! (우아!) 멤버 송이 관련 공지입니다. », Daum Cafe,‎ 14 août 2020 (consulté le 14 août 2020)
7. 1 2  (ko) « [공식] 신인 걸그룹 우아! 송이, 데뷔 3달 만에 탈퇴…"개인적 사유" » [archive du 11 novembre 2020], Mydaily,‎ 14 août 2020 (consulté le 14 août 2020)
8. ↑  (ko) « woo!ah!(우아!), 11월 컴백 대전 합류..."한 뼘 더 성장…기대해도 좋다" »,‎ 3 novembre 2020
9. ↑  (ko) « 우아하게 돌아왔다… `BAD GIRL`로 본격 활동 »,‎ 24 novembre 2020
10. ↑  Ye, « [INTERVIEW] woo!ah! reveals a day in their life and shares a special message for WOWs », 21 janvier 2021
11. ↑  (ko) « 우아 'QURIOUS' 발매 쇼케이스[★포토] » [archive du 12 novembre 2020], Starnews,‎ 23 novembre 2020 (consulté le 23 novembre 2020)
12. ↑  (ko) « woo!ah!(우아!), 27일 싱글 'WISH' 발매 확정…6개월 만에 컴백 », Xports News,‎ 7 mai 2021 (consulté le 7 mai 2021)
13. ↑  Juvet, « Woo!Ah! Opens Up About Their Addictive Album 'WISH' and First Anniversary », PopWrapped, 28 mai 2021 (consulté le 13 janvier 2022)
14. ↑  (ko) « 우아!, 컴백 스케줄러 공개 », Sports Khan,‎ 27 décembre 2021 (consulté le 27 décembre 2021)
15. ↑  (ko) « 우아!, 6월 9일 컴백 확정…데뷔 2년 만에 첫 미니앨범 », MK Sports,‎ 20 mai 2022 (consulté le 20 mai 2022)
16. ↑  (ko) « woo!ah!(우아!), 'Pit-a-Pat' 발매…타이틀곡 '롤러코스터' D-DAY! », ET News via Naver,‎ 16 novembre 2022 (consulté le 16 novembre 2022)
17. ↑  (ko) Jin-ah, « '엘즈업 재데뷔' 휘서·나나·유키·케이·여름·연희·예은의 새 출발 [MK★이슈] », MK Sports,‎ 16 août 2023 (consulté le 16 août 2023)
18. ↑  (en-US) « SSQ Entertainment: A new agency name for the groups WOO!AH! and DXMON », KSTATION TV, 31 décembre 2023 (consulté le 2 janvier 2024)
19. ↑  (ko) « 우아!, 4월 8일 컴백 확정…작곡가 라이언 전과 협업 » [archive du 2 avril 2024], naver,‎ 27 mars 2024 (consulté le 2 avril 2024)
20. ↑  (ko) « '1년 5개월 만의 완전체' WOOAH (우아), 'BLUSH'로 엠카 출격 » [archive du 11 juin 2024], Naver News,‎ 11 avril 2024 (consulté le 11 juin 2024)
21. ↑  (ko) « 걸그룹 Woo!ah!(우아!), 8일 'BLUSH'로 1년 5개월 만의 컴백 » [archive du 8 avril 2024], Sports Khan,‎ 8 avril 2024 (consulté le 8 avril 2024)
22. ↑  (ko) « 'Z세대 아이콘' WOOAH(우아), 6월 컴백 확정…2개월 만의 초고속 컴백 » [archive du 11 juin 2024], Naver News,‎ 24 mai 2024 (consulté le 11 juin 2024)
23. ↑  (ko) « 걸그룹 우아, ‘6월 대전’ 합류…신보 ‘UNFRAMED’ 발매 » [archive du 11 juin 2024], Naver News,‎ 31 mai 2024 (consulté le 31 mai 2024)
24. ↑  (ko) « WOOAH(우아), 신보 ‘UNFRAMED’로 컴백 » [archive du 18 juin 2024], sports khan,‎ 18 juin 2024 (consulté le 18 juin 2024)
25. ↑  (ko) « woo!ah!(우아!), 파나소닉코리아 브랜드 모델 발탁 »,‎ 30 mars 2021 (consulté le 4 juin 2024)
26. ↑  (ja) « woo!ah!がカラーコンタクトブランド「eye closet」のイメージモデルに✨ »,‎ 23 mars 2023 (consulté le 4 juin 2024)
27. ↑  (ko) « '17일 컴백' WOOAH(우아), 日 패션 브랜드 모델 발탁 »,‎ 1er juin 2024 (consulté le 4 juin 2024)
28. 1 2  Meilleures positions dans le Circle Album Chart (anciennement Gaon Album Chart) : 

  - « Exclamation (2020 Weeks 21) »
  - « Qurious ( 2020 Weeks 48) »
  - « Wish (2021 Weeks 23) »
  - « Joy (2022 Weeks 24) »
  - « Pit-a-Pat (2022 Weeks 47) »
  - « Unframed (2024 Weeks 25) »
29. 1 2  (ko) « Album Chart 2022.07 », sur Circle Chart (consulté le 11 août 2022)
30. ↑  (ko) « 2020년 07월 Album Chart » [archive du 15 septembre 2020], Gaon Music Chart (consulté le 11 février 2021)
31. ↑  Ventes cumulées de Qurious:

  - (ko) « 2020년 12월 Album Chart » [« December 2020 Album Chart (see #124) »] [archive du 7 janvier 2021], sur Gaon Music Chart (consulté le 11 février 2021)
  - (ko) « 2021년 01월 Album Chart » [« January 2021 Album Chart (see #143) »] [archive du 11 février 2021], sur Gaon Music Chart (consulté le 11 février 2021)
32. ↑  Ventes cumulées de Wish:

  - (ko) « 2021년 05월 Album Chart » [« May 2021 Album Chart (see #59) »] [archive du 7 janvier 2021], sur Gaon Music Chart (consulté le 10 juin 2021)
  - (ko) « 2021년 06월 Album Chart » [« June 2021 Album Chart (see #92) »] [archive du 7 janvier 2021], sur Gaon Music Chart (consulté le 8 juillet 2021)
33. ↑  Ventes cumulées de Pit-a-Pat dans le Circle Chart:

  - (ko) « Circle Album Chart – Week 47, 2022 » (consulté le 24 novembre 2022)
  - (ko) « Circle Album Chart – Week 52, 2022 » (consulté le 5 janvier 2023)
  - (ko) « Circle Album Chart – Week 08, 2022 » (consulté le 2 mars 2023)
34. ↑  « Circle Digital Chart (hebdomadaire) » sur le Circle Chart
35. ↑  (ko) Hye-jin Hwang, « 크래비티·트레저→시그니처·위클리 'MAMA' 신인상 후보 공개 », Newsen,‎ 29 octobre 2020 (lire en ligne, consulté le 2 janvier 2022)
36. ↑  (ko) Lee, « 52주간의 빌보드 케이팝 100 기록 » [archive du 28 décembre 2020], Billboard Korea,‎ 1er janvier 2021 (consulté le 13 avril 2021)